# إسرائيل (جريدة)
جريدة إسرائيل، صحيفة مصرية أسبوعية اهتمت بالطوائف اليهودية في مصر. كانت تصدر من القاهرة بين أعوام 1920 و1939 بثلاث لغات هي: العربية والعبرية والفرنسية.

## تاريخ
أنشأها ألبرت موصيري عام 1920. بدأت الطبعة العبرية مع صدور الجريدة حتى 1923، أما الطبعة العربية فقد توقفت عام 1933، أما الطبعة الفرنسية فهي الأكثر عمراً فقد استمرت حتى عام 1939؛ أي لمدة 19 عاماً. وقد رأس تحريرها سعد يعقوب مالكي.
اهتمت الجريدة بالشأن اليهودي وخاصةً الصهيوني، فقد كانت تدعو صراحةً إلى المشروع الصهيوني في فلسطين وإقامة كيان يجمع اليهود.